# Чёрная камнешарка
Чёрная камнешарка (лат. Arenaria melanocephala) — вид птиц из семейства бекасовых. Обитает на Тихоокеанском побережье Северной Америки.

## Описание
Чёрная камнешарка — небольшая птица, её размер достигает 25 сантиметров, а вес 100—170 граммов. Оперение тёмно-коричневое, снизу белое. Брачный наряд чёрного цвета с белыми пятнами на голове и груди. Птица издаёт характерные крики в виде трели.

## Распространение
Чёрная камнешарка обитает на Тихоокеанском побережье Северной Америки. Размножается птица только на Аляске. Также они встречались на территории России и Галапагосских островов.

## Образ жизни
Питается моллюсками, ракообразными и другими водными беспозвоночными.

### Размножение
Птицы часто возвращаются на ту же территорию и спариваются с тем же партнером, что и в предыдущие годы. Гнездом является углубление у воды, которое сделал самец. Обычно оно расположено среди осок, трав или под ивами. Кладка состоит из четырёх яиц оливкового или бледно-зеленоватого цвета с более тёмными пятнами. Период инкубации составляет 21—24 дня.